# Isabel del Puerto
Isabel del Puerto (Viena, Austria, 7 de agosto de 1921 - San Antonio, Texas, 13 de marzo de 2014) fue modelo, actriz, bailarina, autora, periodista, fotógrafa, vendedora de bienes raíces y mujer de negocios. Fue hija de Charlote Hélène Beer y de Alfred Joseph von Hortenau, oficial de caballería en el Ejército Imperial austro-húngaro hijo del archiduque Otto Franz Joseph Karl Ludwig María de Austria (Casa de Habsburgo–Lorena). Sus padres se divorciaron cuando ella tenía dos años.

## Actividades tempranas
A los cuatro años debutó de bailarina bajo la tutela de Isadora Duncan y de su abuela María Schleinzer, quien era vedette en la Ópera de Viena. Siendo una niña de seis años, como parte de la Casa Habsburgo que era, junto con su madre fue una de las últimas personas que visitó y vio con vida a la anciana Emperatriz Carlota de México en el Château de Bouchout en Meise, Bélgica, antes de la muerte de esta en 1927. Algunos años más tarde asistió al famoso Centro Sperimentale di Cinematografía en Roma, Italia, en donde tuvo de compañera a Alida Valli y otras luminarias de los años 30 del siglo XX.

## Estrella de Cine
Después de una corta actuación en Broadway, viajó a México en donde modeló para los almacenes Salinas y Rocha. De allí se lanzó a actuar en 17 películas, haciéndose parte de las estrellas de la Época de Oro del Cine Mexicano de los años 1940 – 1950.

## Periodista y fotógrafa
Tras retirarse de la pantalla, trabajó para la revista Time Life en Nueva York (tanto en inglés como en español) llevando simultáneamente varias cuentas en publicidad y relaciones públicas para Dyson Advertising.

## Chef
Fue dueña y encargada de la cocina de cinco restaurantes de primera, entre ellos El Cuchitril, famoso bistró de la Zona Rosa en la Ciudad de México.

## Autora
Al morir estaba trabajando en su quinto libro (una novela de los años 1900). Una de sus obras es su seminovelesca autobiografía A mi Manera. Otros dos libros son las hazañas de un detective que no da una: La Llave y El Retrato. También escribió un cuento para niños (5-10 años) llamado Sonia.

## Mujer de Negocios
Isabel tuvo licencia para vender bienes raíces otorgada por AMPI (México) y NAR (Estados Unidos) y vendió propiedades durante 70 años.

## Últimos años
En sus últimos años Isabel vivió en San Antonio, Texas, Estados Unidos, haciendo vida independiente, acompañada de sus tres perros que había rescatado de la calle. Estuvo activa en el Partido Demócrata y fue directora de una beneficencia que auxiliaba a los desamparados y personas de la calle con sus mascotas distribuyendo ayuda que otras organizaciones caritativas no les proporcionaban. 
Murió de una embolia a las 6:30 de la tarde del 13 de marzo de 2014 luego de una breve hospitalización, asistida por su hijo Joe, dejando inédita su obra literaria, respecto a la cual trabajó hasta el último momento para traducirla del inglés al español y publicarla.

## Galería sobre Isabel del Puerto

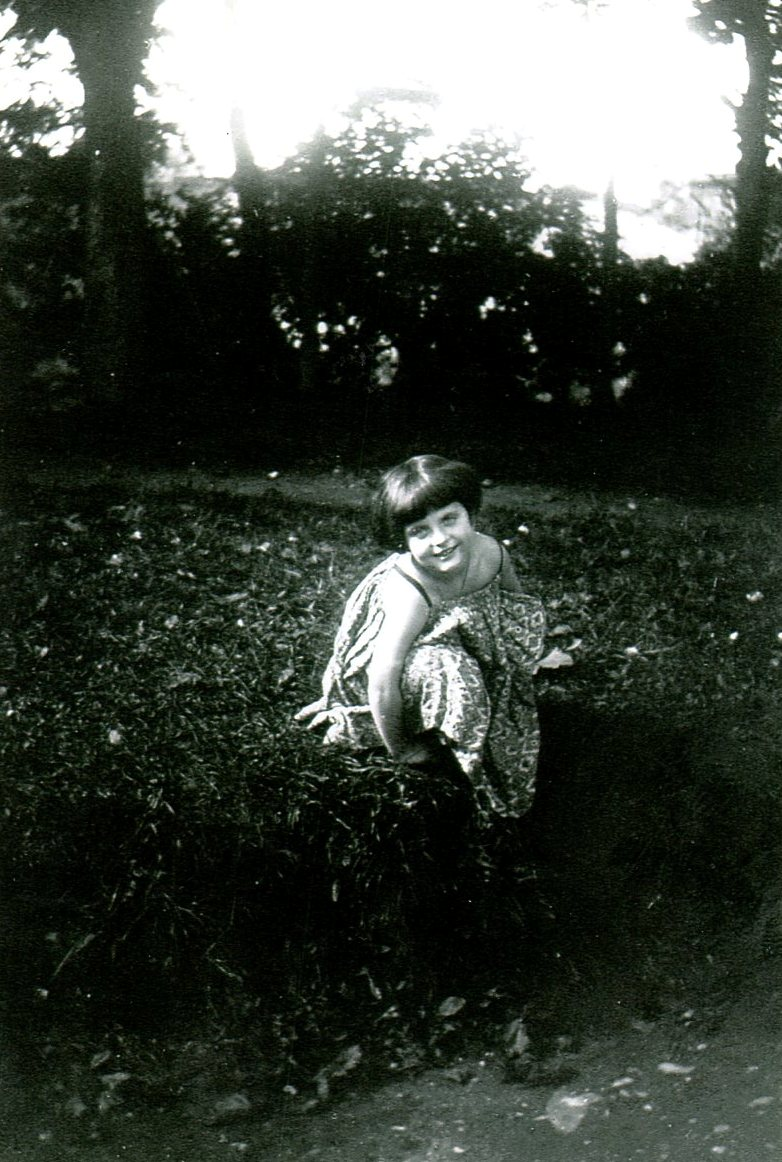
Isabel del Puerto cuando fue estudiante de danza con Isadora Duncan
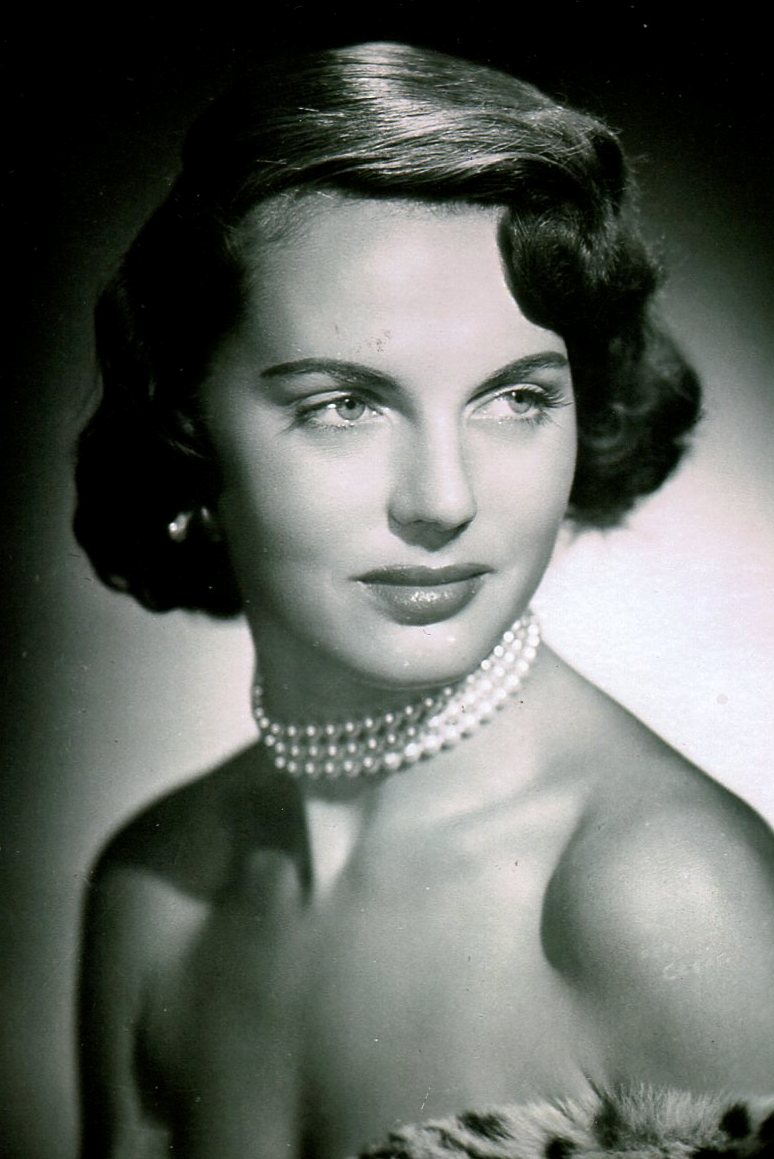
Isabel del Puerto, estrella de cine durante la Época de Oro del Cine Mexicano
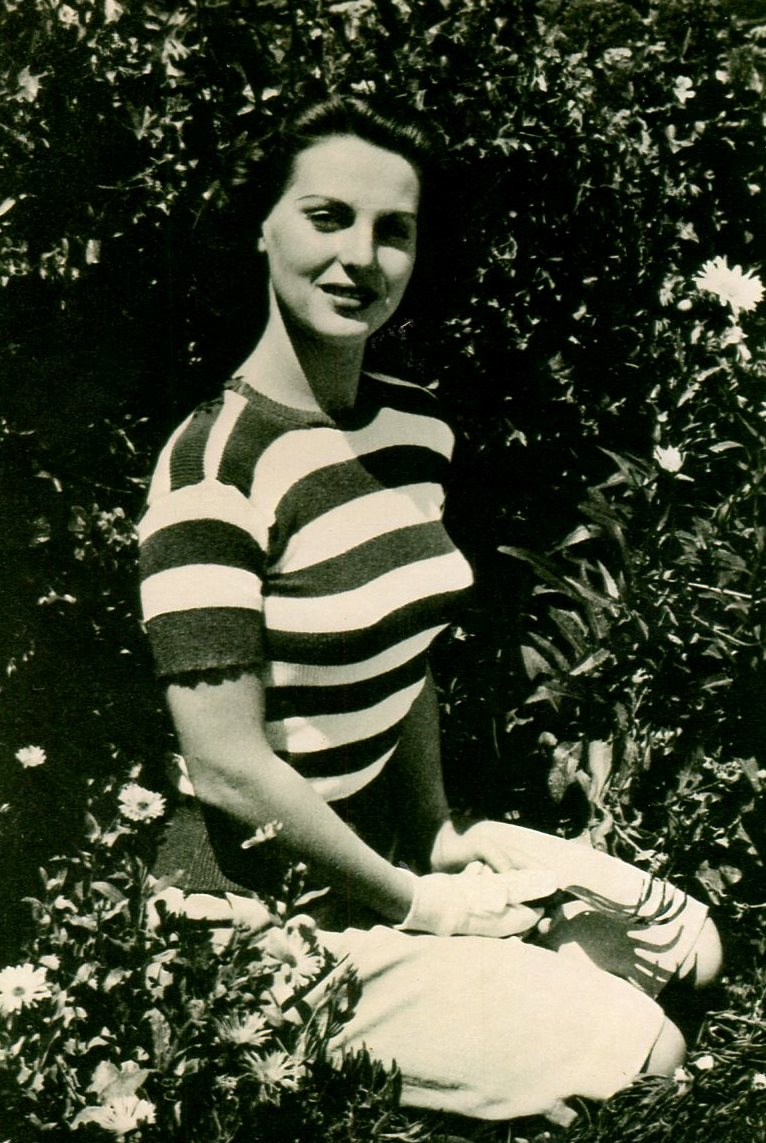
Isabel del Puerto, modelo para Salinas y Rocha
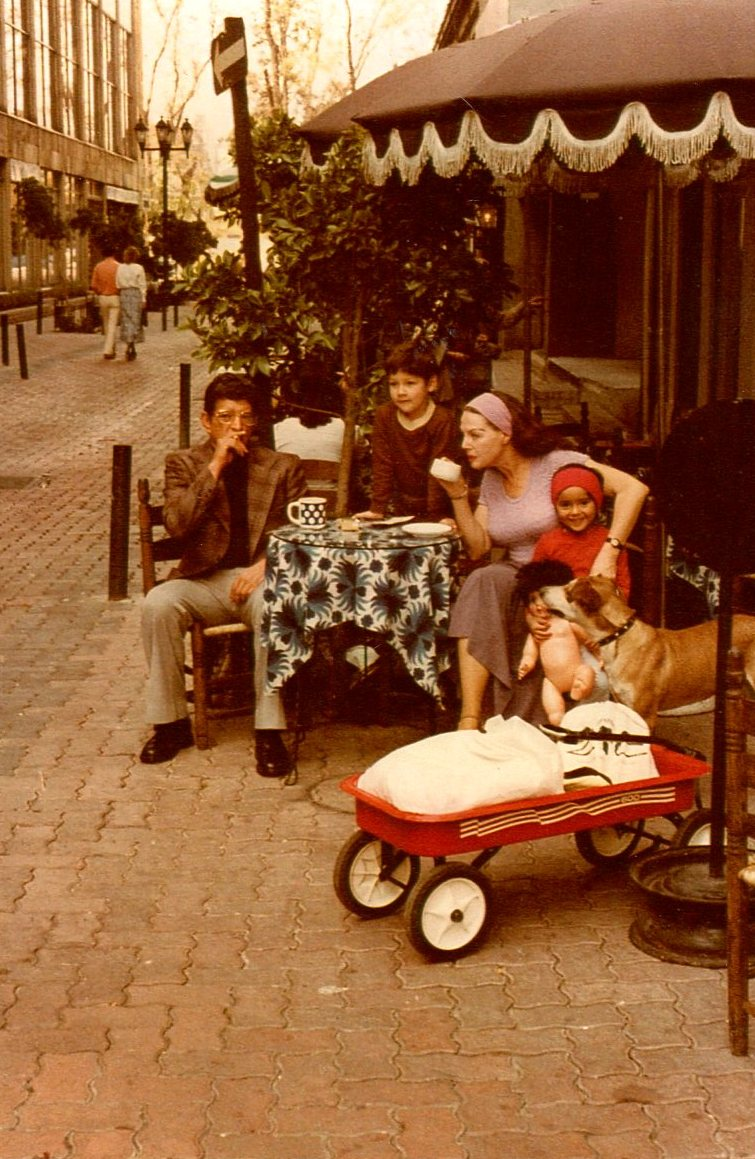
El Cuchitril.
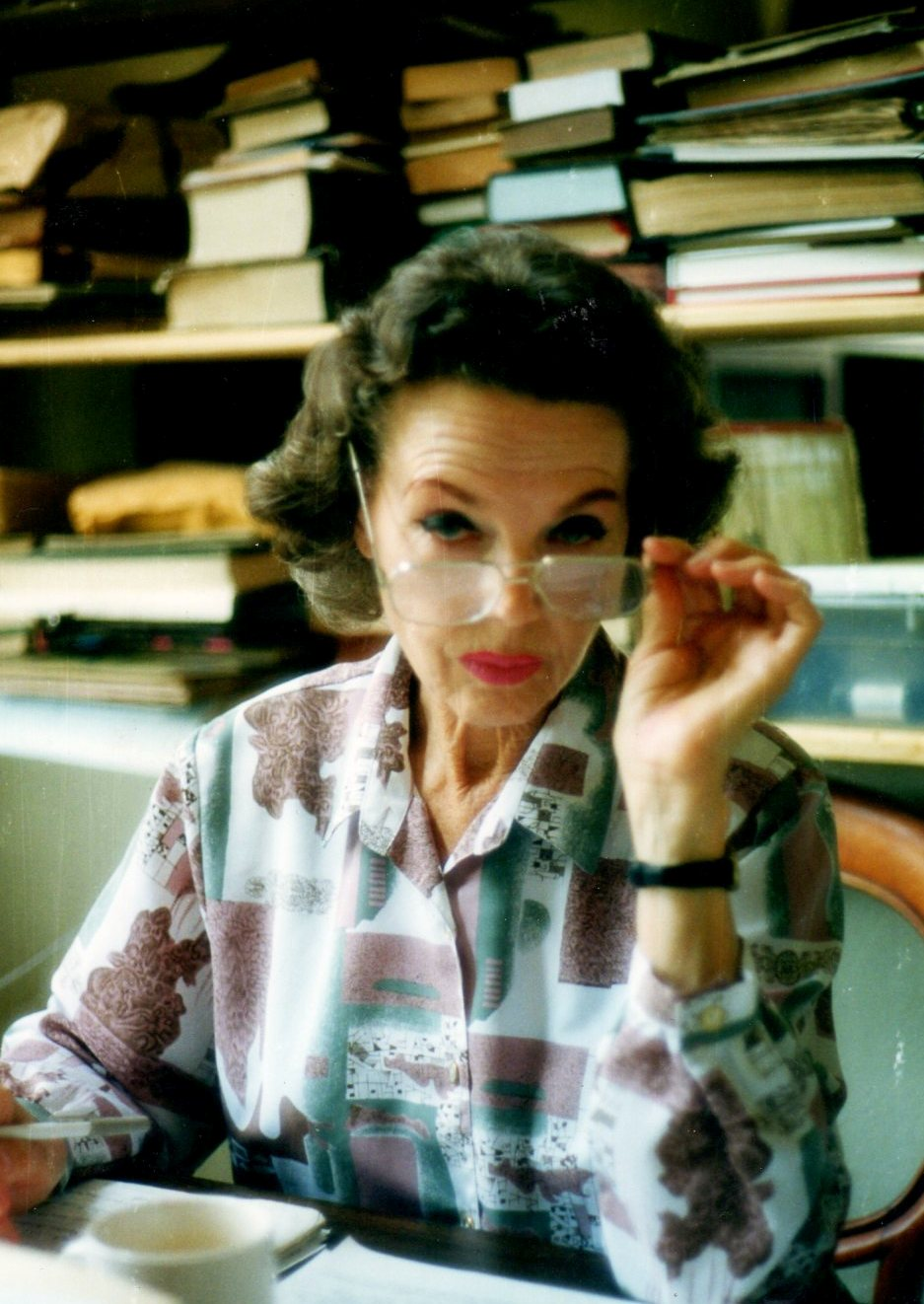
Isabel del Puerto, escritora
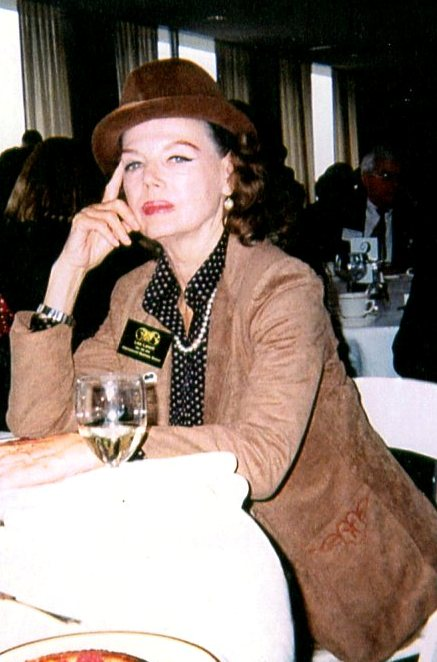
Isabel del Puerto, mujer de negocios.
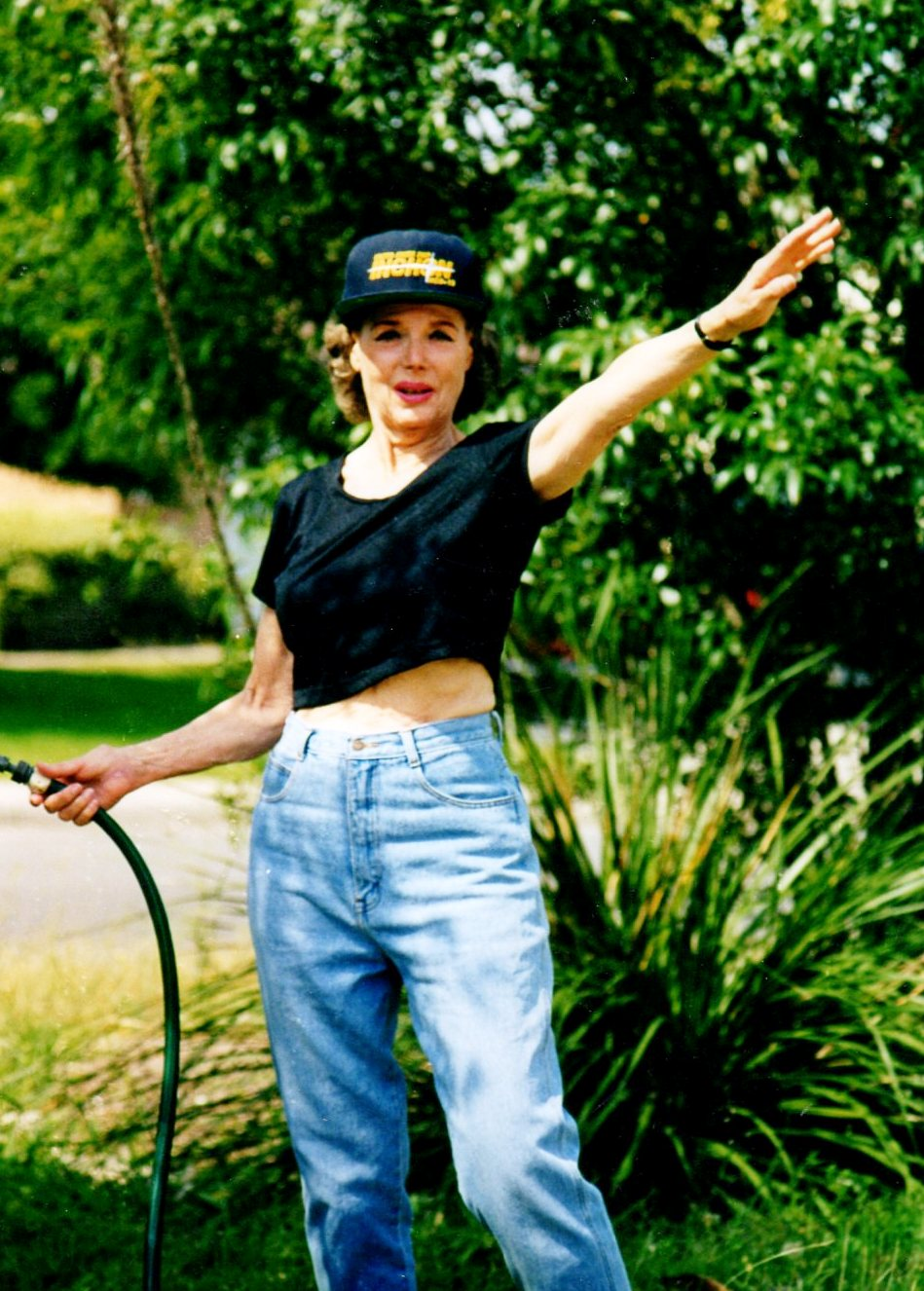
Isabel del Puerto en su jardín.
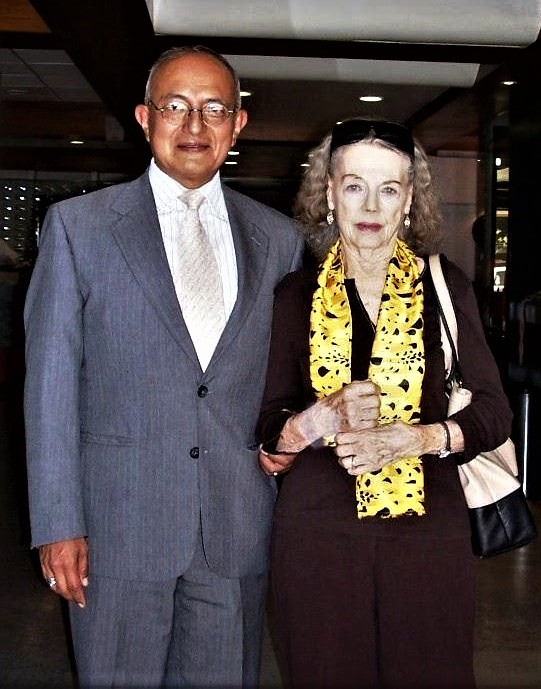
Isabel del Puerto en 2013 a sus 91 años con su representante en México.

## Filmografía
Del Puerto tomó parte en las siguientes películas. 
- Nunca besaré tu boca, México, 1947.
- Mi madre adorada, México, 1948.
- Una familia de tantas, como Estela Cataño, México, 1949.[5]
- Medianoche, como Lidia, México, 1949.
- Hay lugar para... dos, como Elsa de Olivares, México, 1949.[6]
- Ángeles del arrabal, México, 1949.[7]
- Confidencias de un ruletero, México, 1949.[8]
- Ventarrón, México 1949.
- Doña Diabla, como Clara, México, 1950.[9]
- Mariachis, México 1950.[10]
- Matrimonio y mortaja, como Rosario, México, 1950.[11]
- Rosauro Castro, como Esperanza, México, 1950.[12]
- Entre abogados te veas, como La amante, México, 1951.
- El gendarme de la esquina, como Carolina Santillán, México, 1951.[13]
- Captain Scarlett, como Josephine Prenez, EU, 1953.[14]
- Honey, I Shrunk the Kids, EU, 1989.
- Gringo viejo, EU, 1989.